# موریس دو فرودی
موریس دو فرودی (فرانسوی: Maurice de Féraudy‎؛ ۳ دسامبر ۱۸۵۹ – ۱۲ مهٔ ۱۹۳۲) هنرپیشه و ترانه سرای اهل فرانسه بود.پسر وی نیز بازیگر بود.